# Corynoptera variospina
Corynoptera variospina är en tvåvingeart som beskrevs av Werner Mohrig 1999. Corynoptera variospina ingår i släktet Corynoptera och familjen sorgmyggor. Inga underarter finns listade i Catalogue of Life.